# Complexe maat
In de maattheorie, een deelgebied van de wiskunde, is een complexe maat een veralgemening van het concept van een maat, door toe te laten dat de maat complexe waarden heeft. In andere woorden men staat verzamelingen toe, waarvan de afmeting (lengte, oppervlakte en volume) een complex getal is. 

## Definitie
Formeel is een complexe maat {\displaystyle \mu } op een meetbare ruimte {\displaystyle (X,\Sigma )} een functie
{\displaystyle \mu :\Sigma \to \mathbb {C} }
die is gedefinieerd op {\displaystyle \Sigma } en die complexe waarden accepteert, wat sigma-additief is, dat wil zeggen dat voor elke rij {\displaystyle (A_{n})_{n}} van disjuncte verzamelingen in {\displaystyle \Sigma } geldt dat
{\displaystyle \mu \left(\bigcup _{n=1}^{\infty }A_{n}\right)=\sum _{n=1}^{\infty }\mu (A_{n})}
onder voorwaarde dat de som aan de rechterzijde absoluut convergeert of op de juiste wijze divergeert, naar analogie  met de reëel-waardige getekende maat.